# Chronologiekritik
Chronologiekritik ist eine Sammelbezeichnung für eine wissenschaftlich bedeutungslos gebliebene Form von Geschichtsrevisionismus. Der Begriff wird sowohl von Befürwortern als Selbstbezeichnung verwendet als auch von den Gegnern dieser Theorien aufgegriffen.
Zur Chronologiekritik gehören verschiedene Thesen, nach denen der von Historikern rekonstruierte Geschichtsverlauf (Chronologie) fehlerhaft sei. Die meisten dieser Thesen beinhalten eine drastische Verkürzung, seltener eine Umdatierung oder Verlängerung ganzer historischer Zeitabschnitte.

## Einordnung
Es gibt mehrere Autoren, die in pseudowissenschaftlichen Büchern die These vertreten, dass bestimmte Abschnitte der Zeitrechnung und Geschichtsschreibung aufgrund von Irrtümern und gezielten Fälschungsaktionen fehlerhaft seien.
Als Grundlage dient meist eine fundamentale Urkundenkritik oder eine vergleichende Analyse der Katastrophenberichte in den Mythologien der Völker. Viele Vertreter der Chronologiekritik sind auch Anhänger des Neokatastrophismus, lehnen in diesem Zusammenhang die allgemein anerkannten wissenschaftlichen Auffassungen über die Erdgeschichte sowie die Evolution des Lebens ab und bestreiten die Gültigkeit von wissenschaftlichen Altersbestimmungen durch Dendrochronologie und Radiokohlenstoffdatierung. Abzugrenzen sind diese Thesen von der wissenschaftlichen Geschichtskritik, die lediglich die Datierung oder Existenz einzelner Funde und Ereignisse in Frage stellt.
Im Fokus der Chronologiekritik stehen insbesondere die Datierung des Endes der letzten Eiszeit sowie die tradierten Geschichtsschreibungen des Alten Ägyptens, der biblischen Geschichte, der Antike und des Mittelalters.
Hieraus sind diverse Theorien entwickelt worden, insbesondere der Katastrophismus in allen seinen Erscheinungsformen (z. B. Velikovsky) sowie teilweise sogar der Glaube an Besuche von Außerirdischen. Gernot Geise und Hans-Joachim Zillmer lehnen beispielsweise die Evolutionstheorie ab und behaupten, dass Dinosaurier gemeinsam mit Menschen auf der Erde lebten. Gernot Geise glaubt zudem, dass diese Außerirdischen die ägyptischen Pyramiden gebaut haben, sowie an Bauwerke von Außerirdischen auf Mond und Mars.

## Thesen

### Nikolai Alexandrowitsch Morosow
Morosow (1854–1946) stellte in seinem Buch Die Offenbarung Johannis – Eine astronomisch-historische Untersuchung (1907) die These auf, dass die Offenbarung des Johannes die astronomische Konstellation beschreibe, die am Sonntag, dem 30. September 395 nach dem Julianischen Kalender über der Insel Patmos stand.
Aus der These ergibt sich, dass die Offenbarung des Johannes oder die Herrschaft des Domitian (81–96) um etwa drei Jahrhunderte zu früh datiert wurde. Die These gilt jedoch heute als widerlegt, da die Offenbarung des Johannes bereits vor der Zeit des Johannes Chrysostomus von den Kirchenvätern Hieronymus und Irenäus erwähnt wurde.

### Wilhelm Kammeier
Der Volksschullehrer und Schriftsteller Wilhelm Kammeier (1889–1959) ist der Urheber der These vom „erfundenen Mittelalter“, die er in den 1920er Jahren entwickelte und 1935 in Buchform veröffentlichte. Sein Hauptargument war, dass alle mittelalterlichen Urkunden und Manuskripte zu späterer Zeit gefälscht worden seien, wie er glaubte nachweisen zu können. Kammeier schrieb noch drei weitere chronologiekritische Bücher. In den 1990er Jahren wurde seine These von dem Germanisten Heribert Illig und dem Sachbuchautor Uwe Topper aufgegriffen und medienwirksam propagiert.

### Immanuel Velikovsky
Der russische Psychoanalytiker Immanuel Velikovsky (1895–1979) wurde als Begründer des Neokatastrophismus bekannt. Er beschäftigte sich auch mit der Geschichte des Alten Ägypten und rekonstruierte diese unter der Annahme einer zeitlichen Übereinstimmung des Exodus des Volkes Israel mit der unter anderem im Ipuwer-Papyrus beschriebenen Katastrophe. Demzufolge verkürzte er den Zeitablauf um das Mittlere Reich. Da sich alle antiken Chronologien an der ägyptischen orientieren, führe die Verkürzung zur Streichung von etwa 550 Jahren aus der herkömmlichen Chronologie. Daneben verfolgte er den Ansatz, dass „dunkle Jahrhunderte“ ein Fehler der Geschichtsschreibung und als Fiktion zu betrachten seien. Seine Arbeiten sind in der Reihe Zeitalter im Chaos (1952) zusammengefasst.

### Heribert Illig – Gunnar Heinsohn – Hans-Ulrich Niemitz
Heribert Illig (* 1947) postuliert in seinem 1994 erstmals erschienenen Werk, dass die Zeit zwischen dem 7. und 10. Jahrhundert n. Chr. durch Fälschungen der ottonischen Geschichtsschreiber in die Chronologie eingefügt worden sei und dass Karl der Große nie existiert habe. Daneben arbeitete Illig zusammen mit dem Soziologen Gunnar Heinsohn (1943–2023) auch an der ägyptischen Chronologie, wobei sie sich im Gegensatz zu Velikovsky nicht nur auf biblische Quellen stützten. Heinsohn schloss sich Illigs Phantomzeit-These an und versuchte diese im Blick auf die Carolus- und Pippin-Münzen zu überprüfen. Er gelangte zu der Schlussfolgerung, dass alle Carolus-Münzen von Karl dem Einfältigen stammen und die karolingische Münzreform auf Pippin den Älteren zurückgehe. Heinsohn glaubt zudem belegen zu können, dass es die Sumerer nie gab und dass die Geschichte Mesopotamiens und Ägyptens um 2000 Jahre gestreckt wurde, um die biblische Geschichte zu stützen. Der Technikhistoriker Hans-Ulrich Niemitz (1946–2010) unterstützte wie Illig die Theorie einer erfundenen Zeitspanne im frühen Mittelalter (der Begriff „Phantomjahre“ stammt von ihm) und zweifelte in seinem Buch die Zuverlässigkeit der Radiokohlenstoffdatierung und der Dendrochronologie sowie aller anderen wissenschaftlichen Datierungsverfahren an.

### Anatoli Fomenko
Der Mathematiker Anatoli Fomenko (* 1945) meint, durch statistische Auswertung des historischen Quellenmaterials aus Antike und Mittelalter nachweisen zu können, dass die gleichen Geschichten in verschiedener Ausgestaltung in verschiedene Epochen hineingedichtet und somit wiederholt worden seien, da zahlreiche Herrscherdynastien und Ereignisse (z. B. Kriege) auffällige und statistisch signifikante Parallelen in anderen Epochen aufweisen sollen. So sei u. a. der Almagest von Claudius Ptolemäus erst um das Jahr 1000 entstanden und damit die Zeit Jesu nur etwa 1000 Jahre zurückliegend. Daraus entwickelte er seine Neue Chronologie. Ebenso wie die Mehrzahl der modernen Chronologiekritiker bezweifelte Fomenko die objektiven Verfahren zur Altersdatierung, wie z. B. Dendrochronologie und Radiokohlenstoffdatierung. Anhängerschaft fand Fomenko unter anderem bei dem russischen Schachweltmeister und Politiker Garri Kasparow.

### Horst Friedrich
In seinem Buch Jahrhundert-Irrtum Eiszeit von 1997 bezweifelt der Wissenschaftsphilosoph Horst Friedrich die gängigen Auffassungen über die Eiszeiten. Er behauptet, dass es Gletscher von hunderten Kilometern Länge niemals gegeben habe und Gletscher unmöglich Findlinge über so weite Distanzen hätten transportieren können, da ihnen dazu der nötige „Schub“ fehle. Friedrichs Thesen gelten unter Naturwissenschaftlern als unhaltbar und sämtlich als widerlegt.

### Uwe Topper
Uwe Topper (* 1940) gehört zu den publizistisch aktivsten Chronologiekritikern im deutschsprachigen Raum und verfasste mehrere Bücher zu diesem Thema. Seit 1998 erweiterte er Heribert Illigs These und vermutet wie Wilhelm Kammeier und Edwin Johnson, dass vor 1350 keine verlässlichen Geschichtsdaten vorliegen. Schon früh verurteilte Topper Fomenkos Methode als „mystisch gefärbte Phantasie goldener russischer Legenden“. Außerdem behauptet er, dass Darstellungen außereuropäischer Geschichtsschreibung, zum Beispiel aus Indien und China, neuzeitlichen Ursprungs seien. Eine weitere umstrittene These Toppers lautet, dass die Hurriter (von ihm Horra genannt) eine zentrale Rolle in der Kupferzeit gespielt hätten. Wie andere Chronologiekritiker bezweifelt Topper die Datierungen der Evolutionstheorie nach Darwin.

### Hans-Joachim Zillmer
Der Diplomingenieur Hans-Joachim Zillmer (* 1950) versucht ähnlich wie Fomenko und Topper zu belegen, dass das Altertum erst vor etwa 1000 Jahren begann und durch gefälschte Geschichtsschreibung weit in die Vergangenheit projiziert und mittels gleichartiger Wiederholungen vermehrt wurde. Zillmer kommt so zu dem Schluss, dass das Römische Reich in Rom nie existierte, sondern die wahren Römer einerseits Etrusker waren, die Rom gründeten, und andererseits antike Griechen darstellten, die südlich von Etrurien auch in Süditalien und Sizilien (Magna Graecia) herrschten. Als Grund für den Bruch in der Geschichte vermutet Zillmer eine große Naturkatastrophe („Kleine Eiszeit“) im 6. Jahrhundert. Zillmer teilt Illigs Ansicht, drei Jahrhunderte (7.–9. Jahrhundert) müssten aus der Geschichte gestrichen werden. Außerdem bestreitet er die Existenz des Eiszeitalters; stattdessen nimmt er eine viel kürzere „Schneezeit“ an. In Rezensionen seiner Bücher wurden Zillmers Thesen als wissenschaftlich unhaltbar abgelehnt.

### Christoph Pfister
Der Historiker Christoph Pfister (* 1945) ist einer der am weitesten gehenden Verfechter der Chronologiekritik. Laut Pfister müsse sowohl die Erdgeschichte als auch die Kulturgeschichte radikal verkürzt werden. Die Zuverlässigkeit jeglicher wissenschaftlicher Altersdatierungen bestreitet er. Erdgeschichtlich ist er Anhänger des Neokatastrophismus. Die gesamte Menschheitsgeschichte seit den frühesten Hochkulturen glaubt Pfister in seinem Buch auf weniger als 1000 Jahre verkürzen zu können: Die antiken Kulturen der Kelten, Griechen und Römer hält er für Erfindungen aus der Renaissance. Das Pantheon in Rom stammt seines Erachtens aus dem 16. Jahrhundert, das Pfister als das tatsächliche Mittelalter auffasst. Hebräisch sei eine religiöse Kunstsprache, die ebenfalls erst im 16. Jahrhundert erfunden wurde, ebenso wie die Bibel und alle anderen antiken Schriften. Die gesamte Geschichte vor dem Jahr 1600 sei eine Fälschung und Erfindung der frühneuzeitlichen Gelehrten Joseph Justus Scaliger und Denis Pétau.

## Kritik
Bisher gibt es keine wissenschaftlich anerkannten Hypothesen, die eine Fundamentalkritik der Chronologie rechtfertigen würden. Deshalb werden die Thesen der Chronologiekritiker in der Fachwissenschaft einhellig abgelehnt. Das zurzeit im deutschsprachigen Raum bekannteste Beispiel, die Theorie des Erfundenen Mittelalters aufgrund von falschen Kalenderberechnungen sowie unterstellten Fälschungsaktionen durch Mönche und Geschichtsschreiber, wird von Fachwissenschaftlern als widerlegt angesehen.
Der Historiker Paul Kirn meinte zu den Thesen von Wilhelm Kammeier, dass „jene angebliche Fälschergenossenschaft“ ungeheures Geschick im Fälschen gehabt haben müsse:

„Nehmen wir einen Augenblick an, es wäre wirklich so. Die Werke eines so wichtigen Geschichtsschreibers aus der Frühzeit Friedrich Barbarossas wie des Bischofs Otto von Freising wären eine spätere Fälschung. Was wäre damit behauptet? Damit wäre behauptet, die Fälscher hätten sich die Mühe gemacht, an die 45 Handschriften anzufertigen und äußerlich so auszustatten, daß sie ganz verschiedenen Schreibschulen und verschiedenen Jahrhunderten anzugehören scheinen [...] Endlich ist noch an eins zu erinnern: Zum Bestand unserer Geschichtsquellen kommen alle Tage neue Stücke hinzu. Bauarbeiten legen im Boden versteckte Gebäudereste bloß. Ein alter Buchdeckel platzt, man findet beschriebene Pergamentblätter. Sie bestätigen das Geschichtsbild, das aus anderen Quellen gewonnen ist. Sollen wir annehmen, jene Gebäudereste und diese Pergamentzettel seien vor Jahrhunderten von bösartigen Fälschern versteckt worden [...]?“